# Meriones zarudnyi
Meriones zarudnyi es una especie de roedor de la familia Muridae.

## Distribución geográfica
Se encuentra en Afganistán, Irán, y Turkmenistán.